# Fondation Daniel Langlois
 (mars 2025).
Motif : article de 2006 avec aucune source centrée sur la fondation (au delà de la notoriété encyclopédique de Daniel Langlois).  La mention dans l'article de son fondateur n'est-elle pas suffisante ?
- Archive Wikiwix
- Bing
- Cairn
- DuckDuckGo
- E. Universalis
- Gallica
- Google
- G. Books
- G. News
- G. Scholar
- Persée
- Qwant
- (zh) Baidu
- (ru) Yandex
- (wd) trouver des œuvres sur Wikidata

| 1. | Préciser le motif de la pose du bandeau. | Précisez le motif de la pose du bandeau en utilisant la syntaxe suivante : {{admissibilité à vérifier\|date=juillet 2025\|motif=remplacez ce texte par le motif}}                              |
| 2. | Informer les utilisateurs concernés.     | Pensez à avertir le créateur de l'article, par exemple, en insérant le code ci-dessous sur sa page de discussion : {{subst:avertissement admissibilité à vérifier\|Fondation Daniel Langlois}} |

 (avril 2024).
Si vous disposez d'ouvrages ou d'articles de référence ou si vous connaissez des sites web de qualité traitant du thème abordé ici, merci de compléter l'article en donnant les références utiles à sa vérifiabilité et en les liant à la section « Notes et références ».
La Fondation Daniel Langlois, de son nom complet Fondation Daniel Langlois pour l'art, la science et la technologie, est un organisme charitable à but non lucratif créé par Daniel Langlois en 1997 ayant pour mission le support aux recherches artistiques et scientifiques dédiées à l’avancement et à la compréhension de la relation entre les humains et leur environnement naturel et technologique.
La Fondation Daniel Langlois et son Centre de recherche et de documentation sont situés à Montréal, au Québec (Canada). L'intégralité de la collection de la fondation a été donnée en 2011 à la Cinémathèque québécoise, et rebaptisée Collection Fondation Daniel Langlois de la Cinémathèque québécoise.
En 1997, les propriétés Terra Incognita Inc., relié à la Fondation Daniel Langlois achète l'édifice des Commissaires au Vieux-Montréal pour le restaurer et y aménager comme le club privé Le 357C,.

## Mission
La Fondation Daniel Langlois a pour vocation de faire avancer les connaissances en art et en science en favorisant leur rencontre sur le terrain des technologies et de l’environnement.
Par le biais de son Centre de recherche et de documentation (CR+D), la fondation contribue à documenter l'histoire, les œuvres et les pratiques associées aux arts technologiques ou médiatiques, électroniques et numériques, et à rendre cette information accessible de manière innovatrice par des moyens télématiques[source secondaire souhaitée].